# Albright (Wirginia Zachodnia)
Albright – miasto w Stanach Zjednoczonych, w stanie Wirginia Zachodnia, w hrabstwie Preston.